# دامیانا
دامیانا (به انگلیسی: damiana) با نام علمی Turnera diffusa گیاهی چند ساله، خزان پذیر و نیمه درختچه‌ای است که بومی جنوب غرب آمریکا، مکزیک و غرب هند است. این گیاه دارای برگ‌هایی به رنگ سبز کمرنگ که در سطح بالایی برگ صاف و بدون کرک و در سطح پایینی چندین کرک متراکم بر روی رگبرگ میانی وجود دارد؛ و دارای گل‌های متعدد و کوچک و به رنگ زرد می‌باشد که به میوه‌هایی کوچک با رایحه‌ای شیرین (شبیه انجیر) تبدیل می‌شود.
از این گیاه برای برطرف شدن مشکلات و تقویت قوای جنسی استفاده می‌شود. دارای مزه تلخی است که باعث تحریک دستگاه عصبی و اندام‌های جنسی و انتقال بهتر و ساده‌تر پیام‌های عصبی در سرتاسر بدن می‌شود. این گیاه طبع تند، تلخ، گرم و خشک دارد. مصرف آن به شکل چای، کپسول، تنتور است. بخشی از گیاه که روی زمین قرار می‌گیرد، مورد استفاده قرار می‌گیرد.

## ترکیبات شیمیایی
سیانوژنیک گلیکوزیدها، دامیانین، تیمول، تانین‌ها، فسفر، روغن اسانسی حاوی سینئول، سیمول، پینین

## کاربردها
افسردگی، یبوست، سرد مزاجی (از لحاظ جنسی)، ناتوانی جنسی، آسم، زکام، سرگیجه، تقویت سوی چشم، پارکینسون، برای بزرگ کردن سینه‌ها کاربرد دارد، متعادل کننده هورمون‌های زنانه و محرک ملایم بوده، عملکردها و ظرفیت‌های جنسی را بازمی‌گرداند.

## هشدار
از آنجایی که دامیانا می‌تواند به مخاط مجرای ادراری آسیب برساند استفاده مداوم از آن توصیه نمی‌شود. مصرف زیاد دامیانا به کبد آسیب می‌رساند لذا در صورت ابتلا به بیماری‌های مجاری ادرار یا بیماری کبد از مصرف آن پرهیز کنید.